# 真正性 (哲学)
真正性 ( 仏: authenticité  ) とは、本物、真実、純粋であるということをさす。
哲学において、真正性とは、個人が自分の内奥にあるものを誠実さと責任をもって表現する徳をさす。

## 語源
語源的には、真正性はラテン語の ( 羅: authentikós ) に由来し、これは古代ギリシャ語の ( 古希: authentikós ) に由来し、「真正性はそれ自身の権威によって決定される」という意味である。

## 哲学用語として
真正性は古代から哲学者によって美徳とみなされてきた。
20世紀になると、実存主義者のマルティン・ハイデッガーやジャン＝ポール・サルトルによって、実存主義の用語として再び取り上げられるようになった。
サルトルにとって、真正性は単なる誠実さを超越し、道徳的により優れたものである。ゲルハルト・ゼール ( 仏: Gerhard Seel ) によれば、
『道徳のためのノート ( 仏: Cahiers pour une morale ) 』において、サルトルは真正性を「自由、無償性、正当化不可能性の主題的把握」であると記している。
チャールズ・マーグレイヴ・テイラーによれば、個人の真正性の理想は、あらゆる社会的画一主義を超えて、その人が忠実であるべき「内なる真理」が表現されることを前提としている。
オスカー・ブレニフィエによれば、真正性は「勇気、粘り強さ、意志と結びついており、優柔不断さや世論への迎合とは対立するものである。真正性は他者性、全体性、存在の不透明性に対する個人の自己主張に関わり、障害や逆境との衝突の中で発揮される。それは疑いなく真理の最初の形態の一つであり、我々はそれを個別的真理、あるいは存在の真理と呼ぶべきである。それは単純な言説ではなく、その個別の形態における存在全体が、その媒体であり基盤なのである。」
アンドレ・コント＝スポンヴィルは、真正性を「都合の良い ( 仏: vertu confortable ) 」徳であると考えている。なぜなら、それは我々の弱点や気質を人格の構成要素であるという口実のもとに正当化する言い訳として利用され得るからである。「私は私である。私以外の誰かになれないのは私の責任だろうか？ ( 仏: Je suis ce que je suis : est-ce ma faute à moi si je ne peux être quelqu'un d'autre ?  ) 」と言った言い訳が考えられる。